# Gordonella paravillosa
Gordonella paravillosa är en kräftdjursart som beskrevs av Crosnier 1988. Gordonella paravillosa ingår i släktet Gordonella och familjen Solenoceridae. Inga underarter finns listade i Catalogue of Life.